# Eugène Levene
Pour les articles homonymes, voir Levene.
Eugène Levene (1912-1945)  fut, pendant la Seconde Guerre mondiale, un agent du service secret britannique Special Operations Executive.

## Identités
- État civil : Eugène Francis Felangue
- Comme agent du SOE :
  - Nom de guerre (field name) : « Boniface »
  - Nom de code opérationnel : LAWYER (en français HOMME DE LOI)
  - Pseudo : Eugène Levene

Parcours militaire :
- Royal Artillery.
- SOE, section F ; grade : lieutenant ; matricule : 235918

Pour accéder à des photographies d’Eugène Levene, se reporter au paragraphe  Sources et liens externes en fin d’article.

## Famille
Eugène Levene a deux enfants : un fils et une fille.

## Éléments biographiques
Eugène Francis Felangue (Levene est un pseudo) naît le 14 juin 1912, en Belgique.
Première mission
Définition de la mission : il est saboteur pour la mission SCULLION 1 à la raffinerie de la mine des Télots.
Deuxième mission
Définition de la mission : instructeur en maniement d'armes du réseau DONKEYMAN d'Henri Frager.
Il est amené en avion dans la nuit du 15 au 16 novembre 1943. Il est arrêté au bout de quelques jours, le 26 novembre.
Il est exécuté en captivité, à Flossenbürg, le 29 mars 1945. Il a 32 ans.

## Reconnaissance

### Distinction
- Royaume-Uni : Mentioned in Despatches.

### Monuments
- En tant que l'un des 104 agents du SOE section F morts pour la France, Eugène Levene est honoré au mémorial de Valençay (Indre).
- Brookwood Memorial, Surrey, panneau 2, colonne 2.
- Au camp de Flossenbürg :
  - une plaque érigée par l'association des anciens combattants polonais lui rend hommage, où on lit : « À la mémoire d'Eugène Francis Levene, 1st Lt de l'armée britannique et de 8 camarades de combat inconnus fusillés au camp de concentration de Flossenbürg ».
  - Musée du camp de Flossenbürg : une plaque, inaugurée le 22 juillet 2007, rend hommage à Eugène Levene parmi quinze agents du SOE exécutés.